# Tadeusz Frymus
Tadeusz Witold Frymus (ur. 21 listopada 1950) – polski lekarz weterynarii, profesor doktor habilitowany nauk weterynaryjnych, specjalista chorób zakaźnych zwierząt, wykładowca Wydziału Medycyny Weterynaryjnej SGGW w Warszawie, w latach 1990–1996 prodziekan do spraw naukowych oraz od 1997 kierownik Katedry Epizootiologii i Kliniki Chorób Zakaźnych na tym wydziale. W 1995 r. utworzył i przez wiele lat był kierownikiem podyplomowych studiów specjalizacyjnych Choroby psów i kotów na SGGW. Członek Komitetu Nauk Weterynaryjnych i Biologii Rozrodu Polskiej Akademii Nauk, the European Advisory Board on Cat Diseases, konsultant merytoryczny Magazynu Weterynaryjnego. W latach 1981–1992 sekretarz administracyjny Zarządu Głównego Polskiego Towarzystwa Nauk Weterynaryjnych, a 1995 – 2001 przewodniczący Sekcji Epizootiologicznej tego towarzystwa.

## Życiorys
Studia na Wydziale Weterynaryjnym SGGW-AR ukończył w 1974, po uzyskaniu dyplomu rozpoczął na nim pracę. W 1980 uzyskał stopień doktora nauk weterynaryjnych, w 1989 stopień doktora habilitowanego, a w 1997 r. tytuł profesora nauk weterynaryjnych. Odbył kilka staży naukowych w Niemczech i Włoszech, a w latach 1984–1986 był stypendystą Fundacji im. Aleksandra von Humboldta w Tieraerztliche Hochschule Hannover (RFN). Tematy jego prac naukowo-badawczych oscylują wokół chorób zakaźnych różnych gatunków zwierząt, od lat 1990. głównie psów i kotów, takich jak białaczka kotów, zespół nabytego niedoboru immunologicznego kotów, zakaźne zapalenie otrzewnej kotów, nosówka. Z tego zakresu opublikował ponad 260 artykułów, wiele w czasopismach indeksowanych w Journal Citation Reports. Wypromował 6 doktorantów.
Autor podręczników: Choroby zakaźne kotów (1997), Choroby zakaźne psów (1999), Wirusowe, bakteryjne, grzybicze i prionowe choroby kotów (2005) oraz współautor m.in. Podstawy epidemiologii weterynaryjnej (2008) i Canine Infectious Diseases: Self-Assessment Color Review (2018).
Nagrody: Ministra Rolnictwa (1977), Ministra Nauki, Szkolnictwa Wyższego i Techniki (1981), Ministra Nauki i Szkolnictwa Wyższego (1987), Ministra Edukacji Narodowej (1990), kilka nagród rektorskich za pracę dydaktyczną, naukową i organizacyjną, odznaczenie „Zasłużony dla Polskiego Towarzystwa Nauk Weterynaryjnych” (1992), Złoty Krzyż Zasługi (1993), Jubileuszowy Medal Pamiątkowy NSZZ „Solidarność” za aktywny udział w przemianach ustrojowych w Polsce i za zasługi dla NSZZ „Solidarność” SGGW (2005).